# Урс Відмер
Урс Відмер (нім. Urs Widmer; 21 травня 1938 , Базель  — 2 квітня 2014 , Цюрих ) — швейцарський письменник, перекладач, писав німецькою мовою.

## Біографія і творчість
Син перекладача, літературного критика і викладача літератури Вальтера Відмера. Навчався в університетах Базеля, Монпельє, Парижа. Працював у видавництвах, зокрема в Suhrkamp Verlag. У 1967—1984 роках жив у Франкфурті-на-Майні, активно друкувався у Frankfurter Allgemeine Zeitung, викладав сучасну німецьку літературу у Франкфуртському університеті. Як письменник дебютував повістю Алоїс у 1968 році. У 1984 році повернувся в Швейцарію, жив у Цюриху.
Перекладав з англійської та французької, у його перекладах опубліковані книги Дюма, Лабіша, Джозефа Конрада, Реймонда Чандлера та ін.

## Твори

### Художня проза
- Алоїс / Alois. Повість. Diogenes[de], Цюрих 1968
- Дрізд під дощем у саду / Die Amsel im Regen im Garten. Erzählung. Diogenes, Цюрих 1971
- Дослідницька поїздка / Die Forschungsreise. Abenteuerroman. Diogenes, Цюрих 1974
- Швейцарські історії / Schweizer Geschichten. Hallwag[de], Берн 1975
- Жовті чоловіки / Die gelben Männer. Роман. Diogenes, Цюрих 1976
- З вікна мого будинку / Vom Fenster meines Hauses aus. Проза. Diogenes, Цюрих 1977
- Рука і стопа. Книга (мінікнига). Moon Press, Гаага 1978
- Історії Шекспіра / Shakespeares Geschichten. Band 2. Stücke von Shakespeare nacherzählt. Diogenes, Цюрих 1978
- Фотографії / Fotos. Patio (PA-RA-BÜ 25), Франкфурт-на-Майні 1980
- Книга для читання Урса Відмера / Das Urs-Widmer-Lesebuch. Diogenes, Цюрих 1980
- Вузька країна / Das enge Land. Роман. Diogenes, Цюрих 1981
- Ніч кохання / Liebesnacht. Повість. Diogenes, Цюрих 1982
- Викрадене творіння / Die gestohlene Schöpfung. Казка. Diogenes, Цюрих 1984
- Бабине літо / Indianersommer. Повість. Diogenes, Цюрих 1985
- Зникнення китайців у новому році / Das Verschwinden der Chinesen im neuen Jahr. Diogenes, Цюрих 1987
- Відкривайся, пастирі! Корова відключається! / Auf, auf, ihr Hirten! Die Kuh haut ab! Колонка. Diogenes, Цюрих 1988
- Конгрес палеолепідоптерологів / Der Kongreß der Paläolepidopterologen. Роман. Diogenes, Цюрих 1989
- Рай забуття / Das Paradies des Vergessens. Повість. Diogenes, Цюрих 1990 (hec/ gth/ 1998)
- Синій сифон / Der blaue Siphon. Повість. Diogenes, Цюрих 1992
- Любовний лист для Марії / Liebesbrief für Mary. Повість. Diogenes, Цюрих 1993
- В Конго / Im Kongo. Роман. Diogenes, Цюрих 1996
- Перед нами потоп / Vor uns die Sintflut. Оповідання. Diogenes, Цюрих 1998
- Книга кошмарів / Das Buch der Albträume (з ілюстраціями Ганнеса Біндера[de]). Sanssouci bei Nagel & Kimche, Цюрих 2000
- Коханець матері / Der Geliebte der Mutter. Роман. Diogenes, Цюрих 2000
- Батькова книга / Das Buch des Vaters. Роман. Diogenes, Цюрих 2004
- Життя як гном / Ein Leben als Zwerg. Diogenes, Цюрих 2006
- Паломництво Валентина Лустіга. Звіт про прогулянку по 33 його картинам / Valentin Lustigs Pilgerreise. Bericht eines Spaziergangs durch 33 seiner Gemälde. Diogenes, Цюрих 2008
- Пан Адамсон / Herr Adamson. Роман. Diogenes, Цюрих 2009
- Мовчазний пост / Stille Post. Kleine Prosa. Diogenes, Цюрих 2011. ISBN 978-3-257-06790-3.

### П'єси
- Довга ніч детектива / Die lange Nacht der Detektive. Kriminalstück in drei Akten. Verlag der Autoren, Франкфурт-на-Майні 1973.
- Непал / Nepal. Stück in der Basler Umgangssprache. Франкфурт-на-Майні 1976.
- Стен і Оллі в Німеччині / Stan und Ollie in Deutschland. Франкфурт-на-Майні 1979.
- Züst oder Die Aufschneider. Франкфурт-на-Майні 1979.
- Новий Ной / Dr neu Noah. Франкфурт-на-Майні 1984 (рус. пер. 1991)
- Гаразд / Alles klar. Stan und Ollie in Deutschland. Франкфурт-на-Майні 1988.
- Жанмер. Шматок Швейцарії / Jeanmaire. Ein Stück Schweiz. Франкфурт-на-Майні 1992.
- Der Sprung in der Schüssel. Frölicher — ein Fest. Франкфурт-на-Майні 1992.
- Sommernachtswut. Франкфурт-на-Майні 1993.
- Кращі собаки / Top Dogs. Франкфурт-на-Майні 1996.
- Die schwarze Spinne. Sommernachtswut. Франкфурт-на-Майні 1998.
- Король книг. Банківські таємниці / König der Bücher. Bankgeheimnisse. Франкфурт-на-Майні 2001.
- Онук Мюнхгаузена / Münchhausens Enkel. (UA Zürich 2012)
- Кінець грошей / Das Ende vom Geld. (Прем'єра 24 березня 2012, Державний театр, Дармштадт)

### Радіоп'єси
- Хто не може бачити, хай почує / Wer nicht sehen kann, muss hören.  WDR 1969
- Генрі Чикаго / Henry Chicago.  WDR 1970
- Оперета / Operette.  WDR 1971
- Aua 231.  WDR 1971
- Анна ззаду, як спереду / Anna von hinten wie von vorne.  WDR 1971
- Смерть і туга / Tod und Sehnsucht.  Sender Freies Berlin 1972
- Кіт доктора Ватсона / Die Katze des Doktor Watson.  WDR 1972
- Виживання безсмертної Мімі / Das Überleben der unsterblichen Mimi.  Südwestfunk 1973
- Жахлива плутанина Джузеппе Верді / Die schreckliche Verwirrung des Giuseppe Verdi.  SWF 1974
- Альпініст / Der Bergsteiger.  Bayerischer Rundfunk 1974
- Fernsehabend.  SWF 1976
- Балада про надії батьків / Die Ballade von den Hoffnungen der Väter.  WDR 1976
- Гноми в місті / Die Zwerge in der Stadt.  Suddeutscher Rundfunk 1978
- Das Blasquartett oder 80 Fragen nach dem Glück.  SWF/Hessischer Rundfunk/Norddeutscher Rundfunk/BR 1979
- Ноги ельфів / Die Zehen der Elfen.  SDR, 1981
- Бабине літо / Indianersommer.  SWF 1984
- Новий Ной / Dr neu Noah.  Schweizer Radio DRS 1984
- До друзів / An die Freunde.  SWF/hr 1986
- Відвідувач з Касселя / Der Besucher aus Kassel.  SWF/DRS 1986
- Чудовий звукорежисер / Der tolle Tonmeister.  SWF/WDR/NDR 1988
- Бог і дівчина / Der Gott und das Mädchen.  SWF 1988
- Африканський дослідник / Der Afrikaforscher.  SWF 1990
- Нижня мрія / Bottoms Traum.  SWF 1990
- Видалена стрічка / Das gelöschte Band.  1992
- Жінки султана / Die Frauen des Sultans.  1993
- Лист Гельмута / Helmuts Brief.  1994
- Das Machthorn.  SWR 2005
- Кінець грошей / Das Ende vom Geld.  HR 2012

### Есе і нон-фікшн
- 1945 Або «Нова мова». Дослідження про прозу «Молодого покоління» / 1945 oder die «Neue Sprache». Studien zur Prosa der «Jungen Generation». Pädagogischer Verlag Schwann, Дюсельдорф 1966 (за матеріалами дисертації, Базель 1965)
- In uns und um uns und um uns herum. In: Renate Matthaei (Hrsg.): Trivialmythen. März, Франкфурт 1970, S. 11-18
- Das Normale und die Sehnsucht. Есе й оповідання. Diogenes, Zürich 1972.
- Die sechste Puppe im Bauch der fünften Puppe im Bauch der vierten und andere Überlegungen zur Literatur. Grazer Poetikvorlesungen. Droschl, Ґрац 1991.
- Гроші, робота, страх, удача / Das Geld, die Arbeit, die Angst, das Glück. Diogenes, Цюрих 2002.
- Vom Leben, vom Tod und vom Übrigen auch dies und das. Frankfurter Poetikvorlesungen. Diogenes, Цюрих 2007.
- Мрія працювати без правил / Der Traum vom herrschaftsfreien Arbeiten. 1968 — vom Suhrkamp-Verlag zum Verlag der Autoren. in: Neue Zürcher Zeitung, 11/12 червня 2011, № 135, с. 21-22.

## Визнання
Член академій Дармштадта, Берліна, Граца. Лауреат швейцарської премії Шиллера (1985), премії Бертольта Брехта (2000), премії Гельдерліна (2007) та багатьох інших. Його твори перекладено багатьма мовами світу.